# Distrikt Tapo
Der Distrikt Tapo liegt in der Provinz Tarma in der Region Junín in Zentral-Peru. Der Distrikt wurde am 2. Januar 1857 gegründet. Er besitzt eine Fläche von 215 km². Beim Zensus 2017 wurden 4714 Einwohner gezählt. Im Jahr 1993 lag die Einwohnerzahl bei 5510, im Jahr 2007 bei 5919. Sitz der Distriktverwaltung ist die 3140 m hoch gelegene Ortschaft Tapo mit 876 Einwohnern (Stand 2017). Tapo befindet sich 14 km ostnordöstlich der Provinzhauptstadt Tarma.

## Geographische Lage
Der Distrikt Tapo liegt in der peruanischen Zentralkordillere im Südosten der Provinz Tarma. Der Río Ricrán und dessen linker Nebenfluss Río Tapo entwässern das Areal nach Norden zum Río Tarma.
Der Distrikt Tapo grenzt im Südwesten an den Distrikt Huaricolca, im Westen an die Distrikte Tarma und Acobamba, im Norden und im Nordosten an den Distrikt Palca sowie im Osten und im Südosten an die Distrikte Monobamba und Ricrán (beide in der Provinz Jauja).

## Ortschaften
Im Distrikt gibt es neben dem Hauptort folgende größere Ortschaften:
- Casacoto (244 Einwohner)
- Huaripampa (341 Einwohner)
- Maco (521 Einwohner)
- Pacchac (617 Einwohner)
- Paucarmarca (251 Einwohner)
- Yaroca (277 Einwohner)
- Yuracmayo (468 Einwohner)